# Пограничная полиция Румынии
Пограничная полиция Румынии (рум. Poliția de Frontieră) — структурное подразделение Министерства администрации и внутренних дел Румынии, ответственное за обеспечение безопасности границы и осуществление паспортного контроля на пунктах пересечения границы.

## Состав
С 2001 года в Румынской пограничной полиции началась реструктуризация для приведения ведомства к европейским аналогам. В настоящее время она состоит из: пограничной полиции и генеральной инспекции, которая является центральной структурой, подведомственная Министерству администрации и внутренних дел Румынии.

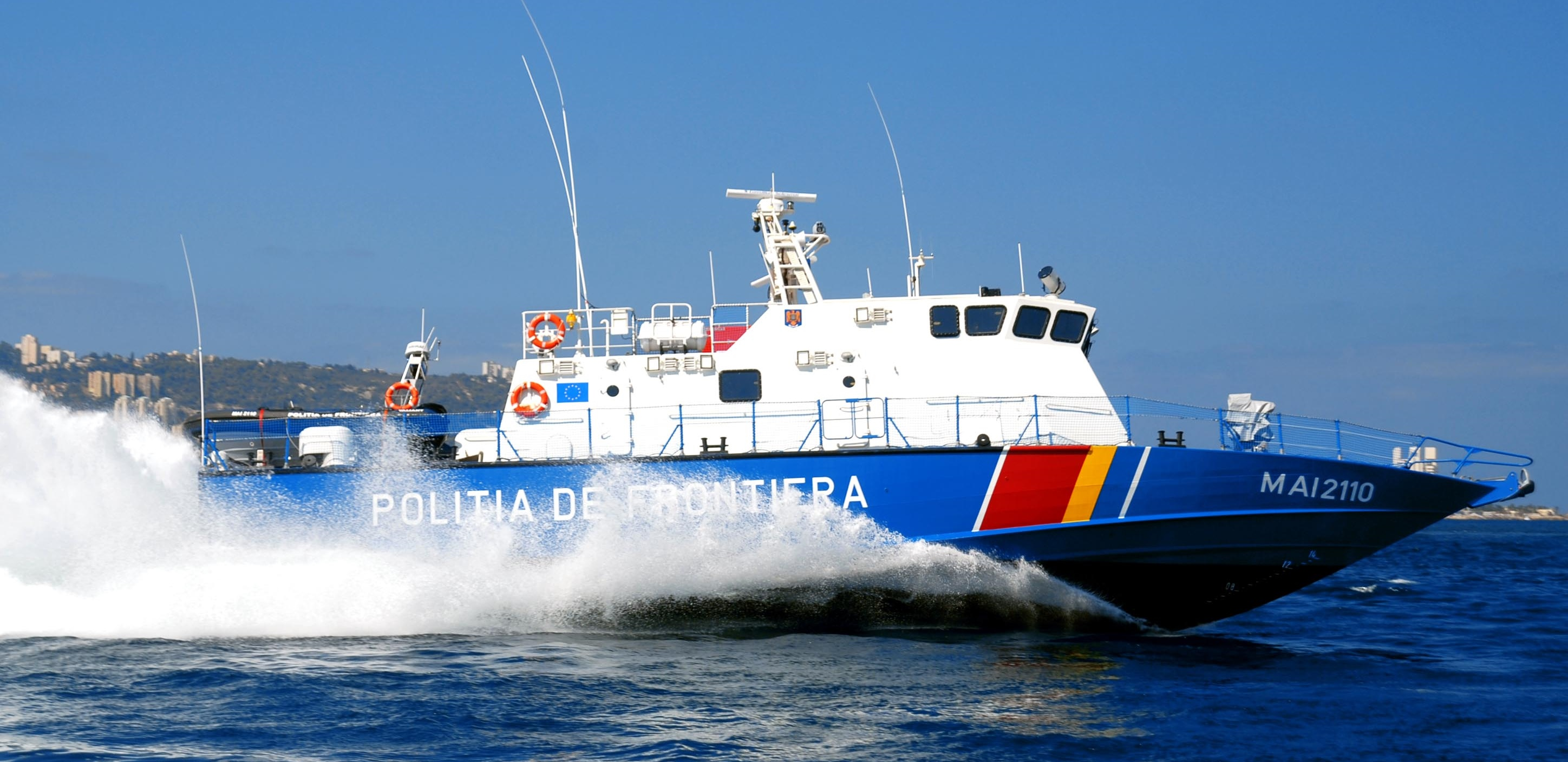
Патрульное судно Shaldag Mk IV

Также в составе второго яруса Пограничной Полиции существует 5 территориальных инспекций (Джурджа, Тимишоары, Оради, Сигет Мармация, Яссы) и береговая охрана.

## Награды
- Медаль «За заслуги» (2018 год, Словения) — за заслуги в преодолении миграционного кризиса в период 2015-2016 годов[5].